# 莱瑟布市镇
莱瑟布市镇（瑞典語：Lessebo kommun）是瑞典南部克鲁努贝里省西的一个市镇。其治所位于莱瑟布。